# Scott E. Fahlman

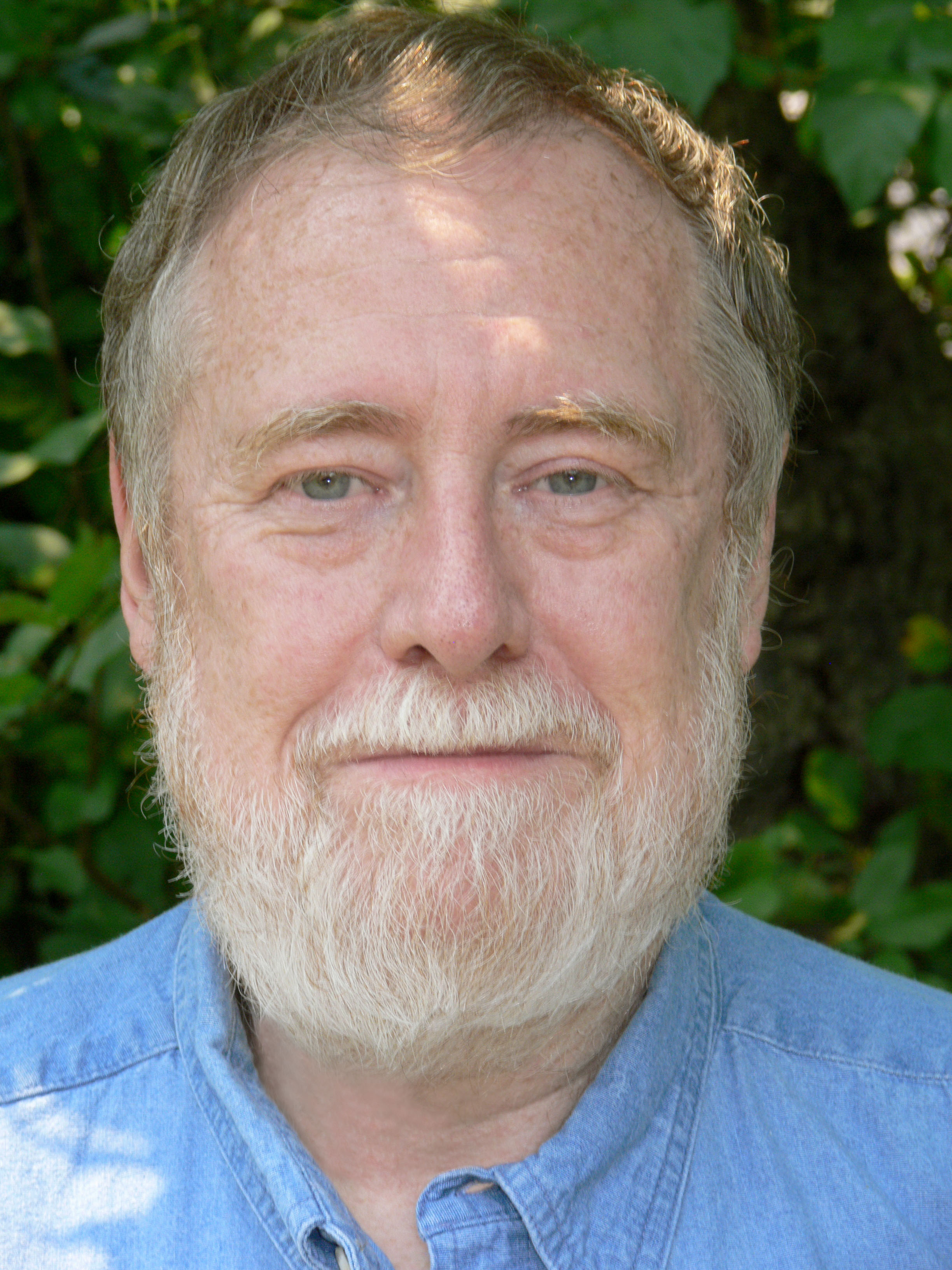
Scott Fahlman, 2007

Scott Elliot Fahlman (* 21. März 1948 in Medina, Ohio) ist ein US-amerikanischer Professor für Informatik an der Carnegie Mellon University und gilt als Erfinder der Emoticons.
Fahlman machte seine Bachelor- und Master-Abschlüsse 1973 am Massachusetts Institute of Technology (MIT). 1977 promovierte er ebenfalls am MIT bei Marvin Minsky (A System for Representing and Using Real-World Knowledge). Seit 1978 forscht er an der Carnegie Mellon University und wurde dort 1984 zum Professor berufen. Von Mai 1996 bis Juli 2000 leitete er das Justsystem Pittsburgh Research Center.

## Erfindung der Emoticons
Am 19. September 1982 schlug Fahlman in einem Bulletin Board (elektronisches Diskussionsforum) der Carnegie Mellon University vor, aus ASCII-Zeichen das weltberühmte Smileysignet nachzubilden, um humorvolle und ernst gemeinte Beiträge besser voneinander unterscheiden zu können.
Seine ursprüngliche Nachricht fand sich erst 2002 auf einem alten Backup-Band wieder:
```
19-Sep-82 11:44 Scott E  Fahlman :-)
From: Scott E Fahlman 
<
Fahlman at Cmu-20c
>

I propose that the following character sequence for joke markers:

:-)

Read it sideways. Actually, it is probably more economical to mark
things that are NOT jokes, given current trends. For this, use

:-(
```